# Салес, Михаил Абрамович
Михаил Абрамович Салес (род. 2 декабря 1946, Добромиль, Украинская ССР) — советский и российский театральный режиссёр, актёр, театральный деятель, народный артист России (1994).

## Биография
Михаил Абрамович Салес родился 2 декабря (по паспорту 2 ноября) 1946 года в Добромиле Дрогобычской области (сейчас Львовская область) Украинской ССР. Отец, Абрам Моисеевич Салес, прошёл всю Великую Отечественную войну. Однако, через год после окончания войны, когда сыну было несколько месяцев, он был репрессирован и вышел на свободу только в 1953 году, после смерти Сталина. В 1947 году мать с сыном уехала в Ташкент к родственникам.
Окончил Ташкентский театрально-художественный институт. Одновременно учился в студии при Ташкентском академическом русском драматическом театре им. М. Горького.
Затем около 8 лет был актёром Ташкентского русского драматического театра. Играл в Кишинёвском русском драматическом театре им. А. П. Чехова.
Работал в театре киноактёра при киностудии «Молдова-фильм».
В 1976—1992 годах работал в Кировском драматическом театре. Сначала был актёром, а с 1986 года — главным режиссёром и художественным руководителем.
В 1992—1995 годах был художественным руководителем Калининградского драматического театра.
В 1996 году переехал в Израиль, где создал и руководил театром «Цилиндр».
В 1999 году вернулся в Россию. Работал режиссёром и руководителем русских театров в Ижевске (один сезон) и Йошкар-Оле (4 года), Рыбинского драматического театра (с 2006 года).
С 2008 года служил режиссёром, актёром и директором Калининградского драматического театра. В настоящее время — режиссёр театра.

## Награды
- Лауреат премии комсомола Кировской области (1981).
- Заслуженный артист РСФСР (11.08.1986).
- Лауреат Кировской областной премии им. С. М. Кирова за роль Кирова в дилогии Э. Вериго (1987).
- Народный артист России (11.04.1994)[2].

## Работы в театре

### Калининградский драматический театр
- «Ревизор» Н. В. Гоголя
- «Страсти под вязами» Ю. О. Нила
- «Доходное место» А. Н. Островского
- «Без вины виноватые» А. Н. Островского
- «Закат» И. Бабеля
- «Васса Железнова» М. Горького
- «Деревья умирают стоя» А. Кассона
- «Ромео и Джульетта» У. Шекспира
- «Поминальная молитва» Г. Горин — молочник Тевье

## Фильмография
- 1973 — Караван — Миша (дублировал Евгений Красавцев)
- 1976 — Марк Твен против… — эпизод (нет в титрах)
- 1976 — Случай на фестивале — эпизод
- 1976 — Фаворит — бандит, таксист из фирмы «Маркони»
- 1979 — Эмиссар заграничного центра — эпизод (в титрах — М. Салесс)
- 1986 — Карусель на базарной площади — эпизод